# Din Eidyn
Din Eidyn (Forte di Eidyn) era un forte dei Pitti nel VI secolo, fin quando non fu occupato dai Sassoni.
Il forte fu costruito sulla vetta di un vulcano estinto, a circa 250 m sull'area circostante che attualmente corrisponde all'area urbana di Edimburgo.
I lati orientale ed occidentale erano protetti dalla rupe di Salisbury, mentre il lato orientale era difeso dal lago Dinsapie. L'accesso avveniva dal lato settentrionale.
Din Eidyn era protetto da due serie di mura: una più interna che circondava l'intero forte, una esterna posta lungo la discesa che portava al lago.
In totale, l'area protetta dalle mura, aveva una superficie di circa 7000 m². Bisogna però rammentare che intorno a questa struttura centrale si sviluppò un vero e proprio piccolo villaggio.
Per un breve periodo, intorno al VI secolo, Din Eidyn fu un piccolo regno indipendente.
Nel 638 fu conquistato dagli Angli, che mutarono il nome in Edin-burh (poi Edimburgo).

## Sovrani di Din Eidyn
- Clydno Eitin nato attorno al 525
- Mynyddog Mwynfawr nato attorno al 550